# Pla Macià

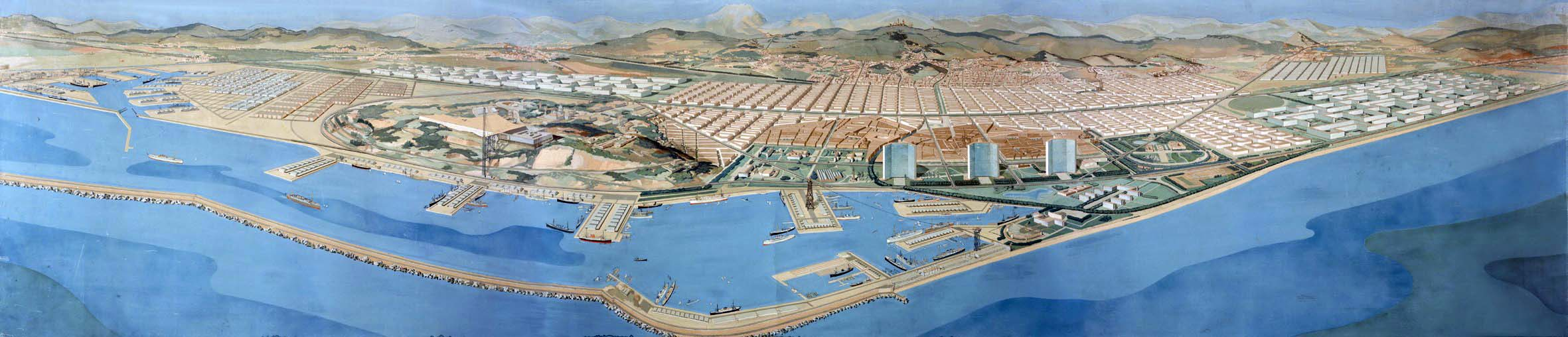
Diorama del Pla Macià, de Josep Torres i Clavé (1932)

El Pla Macià va ser un projecte urbanístic dissenyat entre 1932 i 1935 pels arquitectes Josep Lluís Sert i Le Corbusier, pensat per a la ciutat de Barcelona. Encara que finalment no va ser executat, el projecte va quedar com un esbós de desenvolupament urbanístic d'estil racionalista bastant avançat per a la seva època. El nom del projecte ve del llavors president de la Generalitat de Catalunya, Francesc Macià.
El pla preveia una distribució funcional de la ciutat amb un nou ordre geomètric, a través de grans eixos vertebradors com la Gran Via, la Meridiana i el Paral·lel, i amb una nova façana marítima definida per gratacels cartesians, a més de la millora d'equipaments i serveis, el foment de l'habitatge públic i la creació d'un gran parc i centre d'oci al costat del delta del Llobregat, l'anomenada Ciutat de Repòs i Vacances. L'inici de la Guerra Civil va truncar el projecte.

## Plantejament

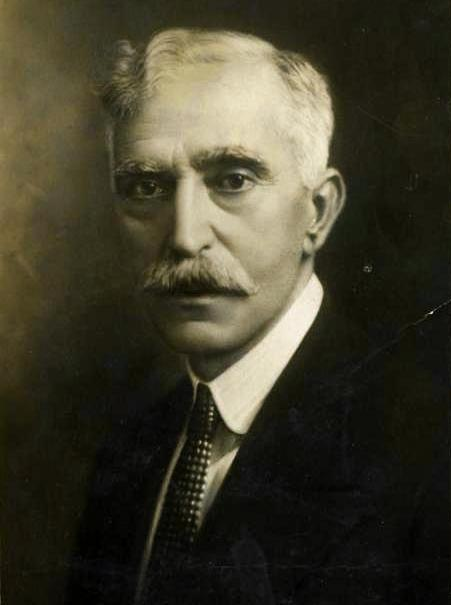
Francesc Macià.

En els anys 1930 va sorgir a Barcelona una forta voluntat d'acostament a les avantguardes arquitectòniques europees, on estava despuntant el racionalisme, un estil practicat al centre d'Europa des d'inicis dels anys 1920 per arquitectes com Le Corbusier, Ludwig Mies van der Rohe, Walter Gropius i J.J.P. Oud. Era un estil que conjuminava funcionalitat i estètica, donant predomini al volum sobre la massa, amb formes basades en el rectangle i les línies horitzontals, sense ocultar l'estructura de l'edifici, amb parets llises i finestres metàl·liques, sense recarregament ornamental.
El 1930 es va crear a Barcelona el grup GATCPAC (Grup d'Artistes i Tècnics Catalans per al Progrés de l'Arquitectura Contemporània), amb voluntat renovadora i alliberadora del classicisme noucentista, així com la d'introduir a Catalunya els nous corrents internacionals derivats del racionalisme. Va ser fundat per Josep Lluís Sert, Josep Torres Clavé, Germán Rodríguez Arias, Sixte Illescas, Cristòfol Alzamora, Ricardo de Churruca, Manuel Subiño i Pere Armengou. Entre els seus membres va destacar especialment Josep Lluís Sert, un arquitecte de fama internacional que després de la Guerra Civil es va establir als Estats Units. Va ser deixeble de Le Corbusier, amb qui va treballar a París i al que va convidar a visitar la Ciutat Comtal el 1928, 1931 i 1932.
L'origen del pla es troba en una carta enviada per Sert a Le Corbusier el 21 de gener de 1932, en la qual li manifesta el seu projecte d'una nova urbanització de Barcelona. Entre març i abril d'aquest any es va celebrar a la Ciutat Comtal una reunió del CIRPAC (Comitè Internacional per a la Resolució dels Problemes de l'Arquitectura Contemporània), que havia de preparar el quart CIAM (Congrés Internacional d'Arquitectura Moderna), celebrat a Atenes l'estiu del 1933. En aquest congrés es van establir els principis fonamentals de l'urbanisme funcionalista, i els arquitectes del GATCPAC, amb Sert al capdavant, es van adscriure a les noves idees urbanístiques, que van planejar desenvolupar a Barcelona. En el transcurs del CIRPAC es van reunir Sert, Le Corbusier i Macià, i van esbossar les línies generals del projecte que desenvoluparia Sert amb l'assessorament de Le Corbusier, si bé mai es va arribar a concretar un encàrrec oficial. El nom del projecte, dedicat al president de la Generalitat, va ser idea de Le Corbusier.

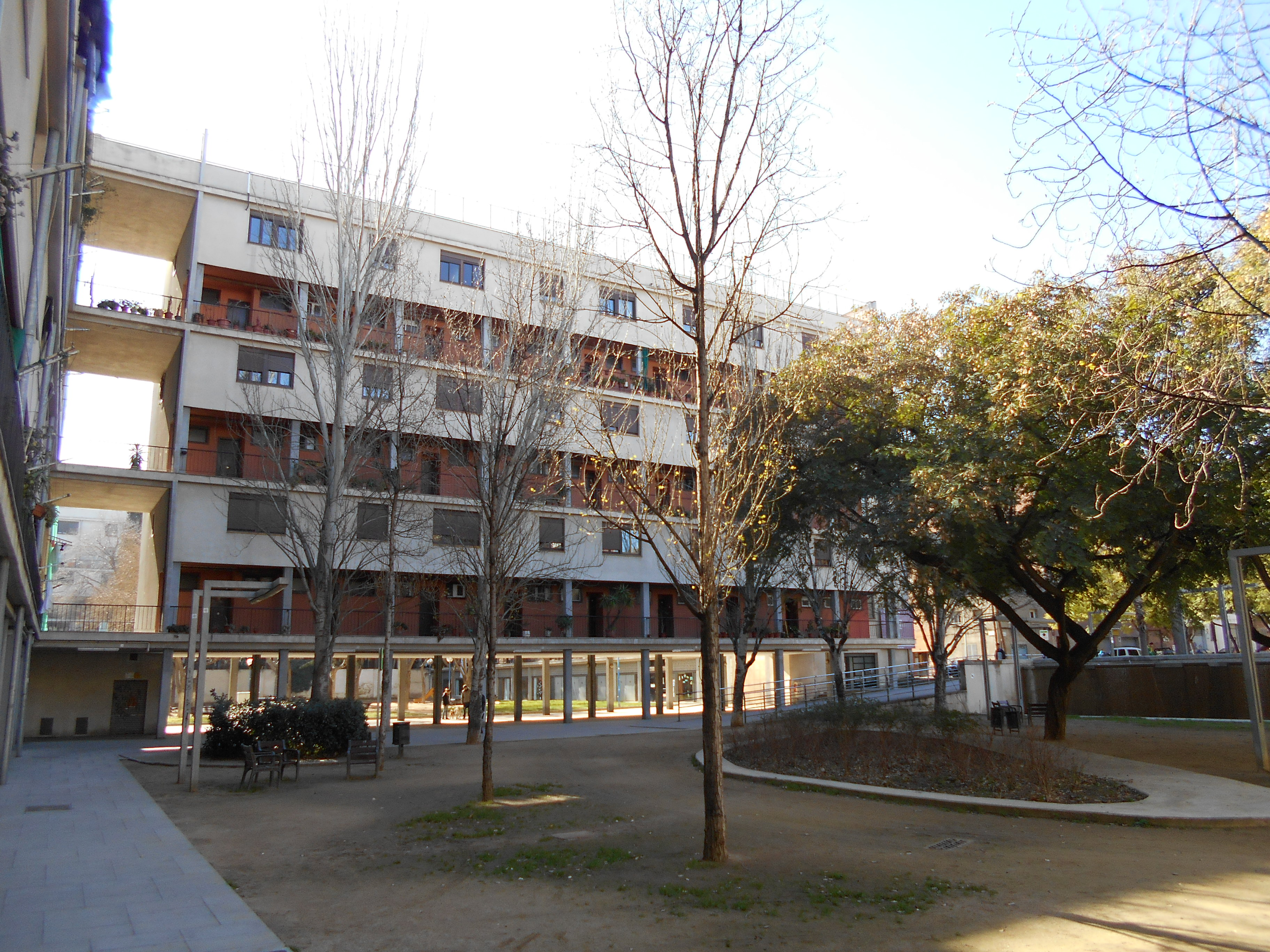
Casa Bloc (1932-1936), de Josep Lluís Sert, Josep Torres Clavé i Joan Baptista Subirana.

El Pla Macià va ser presentat en una exposició titulada La Nova Barcelona, celebrada en el subsòl de la plaça de Catalunya i inaugurada l'11 de juny de 1934. Aquí es van presentar diversos plànols tant de projectes urbanístics ja existents a la ciutat com de les noves propostes pensades per a la futura Barcelona. La nova urbs estava pensada com una capital política i administrativa, de caràcter obrer i funcional, que s'estructuraria en diverses àrees: una zona residencial, una altra financera i industrial, una altra cívica i de serveis, i una altra lúdica, que comprenia els parcs i jardins i les platges; també s'estudiaven detingudament els enllaços i les comunicacions i transports. L'eix vertebrador seria la Gran Via, una franja de 600 m d'ample que aniria des del Llobregat fins al Besòs. També es potenciaven l'avinguda Meridiana i la del Paral·lel, que convergirien en el port, on se situaria una city o centre de negocis, desplaçant les instal·lacions portuàries a la Zona Franca. Per a la zona residencial proposaven la creació de mòduls de 400 x 400 m —equivalents a nou illes de l'Eixample— amb grans conjunts d'habitatges i equipaments socials. L'àrea d'esplai estava ideada a través d'espais verds situats en aquests mòduls residencials i en una gran franja de terreny a la zona litoral, entre la Barceloneta i el Poblenou, així com la creació d'un vast complex destinat a l'oci anomenat Ciutat de Repòs i Vacances, que se situaria a les platges de Viladecans, Gavà i Castelldefels.
El Pla no es va materialitzar per dissensions polítiques i l'esclat de la Guerra Civil, tot i que es van fer alguns intents de portar-ho a la pràctica, encara que fos parcialment: així, el 1933 es va crear la Cooperativa Popular La Ciutat de Repòs i de Vacances, que agrupava a unes 600 associacions de tota Catalunya interessades en el projecte; l'objectiu fonamental era aconseguir la municipalització del terreny d'uns 8 km de costa pensat per a la ubicació del centre lúdic, però el decret d'expropiació no va arribar i la idea va quedar definitivament aparcada amb l'inici de la Guerra Civil. D'altra banda, l'única realització material vinculada indirectament al projecte va ser la construcció de la Casa Bloc (1932-1936), dissenyada per Sert, Josep Torres Clavé i Joan Baptista Subirana, un bloc de cases de classe obrera amb equipaments socials que pretenia ser el model a desenvolupar a la ciutat; basada en el projecte d'habitatges à redent de Le Corbusier (1922), és un conjunt en forma de S, de blocs llargs i estrets amb estructura metàl·lica de dues crugies, amb accessos als habitatges a través de corredors coberts.
Encara que el Pla Macià no es va portar a la pràctica, el seu disseny innovador i avantguardista ho va convertir en una de les fites de l'urbanisme barceloní, juntament amb els plans Cerdà i Jaussely. Alguns dels seus aspectes van inspirar l'urbanisme de la ciutat en el període democràtic, especialment quant a la recuperació del front marítim com a espai destinat a l'oci, com es va posar de manifest amb la ubicació del centre Maremàgnum en el moll d'Espanya o la creació de la Vila Olímpica i els diversos parcs que se succeeixen des d'aquesta fins a la zona de Diagonal Mar.